# Seiwa-Genji
Le Seiwa-Genji (清和源氏) est la plus développée et la plus puissante des nombreuses branches familiales du clan Minamoto. Nombre des plus fameux guerriers Minamoto, dont Minamoto Yoshiie, aussi connu comme « Hachimantaro » (dieu de la guerre) et Minamoto no Yoritomo, fondateur du shogunat de Kamakura, descendent de cette lignée. La famille tient son nom de l'empereur Seiwa, grand-père de Minamoto no Tsunemoto, patriarche du Seiwa-Genji.
L'empereur Seiwa est le père du prince impérial Sadazumi (貞純親王, Sadazumi Shinnō) (873-916), père de Minamoto no Tsunemoto (源経基) (894-961), fondateur du Seiwa-Genji et dont descend le shogunat de Kamakura. Ashikaga Takauji (1305-1358), fondateur du shogunat Ashikaga et Tokugawa Ieyasu (1543-1616), fondateur du shogunat Tokugawa, prétendent également descendre de cette lignée de même que le clan Mori.

## Arbre généalogique
- Le fils de Minamoto no Tsunemoto est Minamoto no Mitsunaka, (912-997?), qui a trois fils :
  - Yorimitsu (944-1021), fils de Tsunemoto, ancêtre de Settsu Genji (aussi appelé « Tada Genji »)
    -       -         -           - Yorimasa (1104-1180), un arrière-petit-fils de Yorimitsu (Settsu Genji)

  - Yorichika (954-?), fils de Tsunemoto, ancêtre de Yamato Genji
  - Yorinobu (968-1048), fils de Tsunemoto, ancêtre des Kawachi Genji
    - Yoriyoshi (998-1082?), fils de Yorinobu
      - Yoshiie (1041-1108), fils de Yoriyoshi
        -           - Tameyoshi (1096-1156), petit-fils de Yoshiie
            - Yoshitomo (1123-1160), fils de Tameyoshi
              - Yoshihira (1140-1160), fils de Yoshitomo
              - Yoritomo (1147-1199), fils de Yoshitomo, premier shogun Kamakura
                - Yoriie (1182-1204), fils de Yoritomo, deuxième shogun Kamakura
                - Sanetomo (1192-1219), fils de Yoritomo, troisième shogun Kamakura

              - Noriyori (1156-1193), fils de Yoshitomo
              - Yoshitsune (1159-1189), fils de Yoshitomo, un des plus célèbres samouraïs de l'histoire du Japon

            - Yoshikata (?-1155), fils de Tameyoshi
              - Yoshinaka (1154-1184), fils de Yoshikata

            - Tametomo (1139-1170), fils de Tameyoshi
            - Yukiie (?-1186), fils de Tameyoshi

        - Yoshikuni (1082-1155), fils de Yoshiie, ancêtre des shoguns Ashikaga et du clan Nitta

      - Yoshitsuna (?-1134), fils de Yoriyoshi
      - Yoshimitsu (1045-1127), fils de Yoriyoshi, ancêtre des clans Satake, Hiraga et Takeda.